# 外務省 (フィンランド)

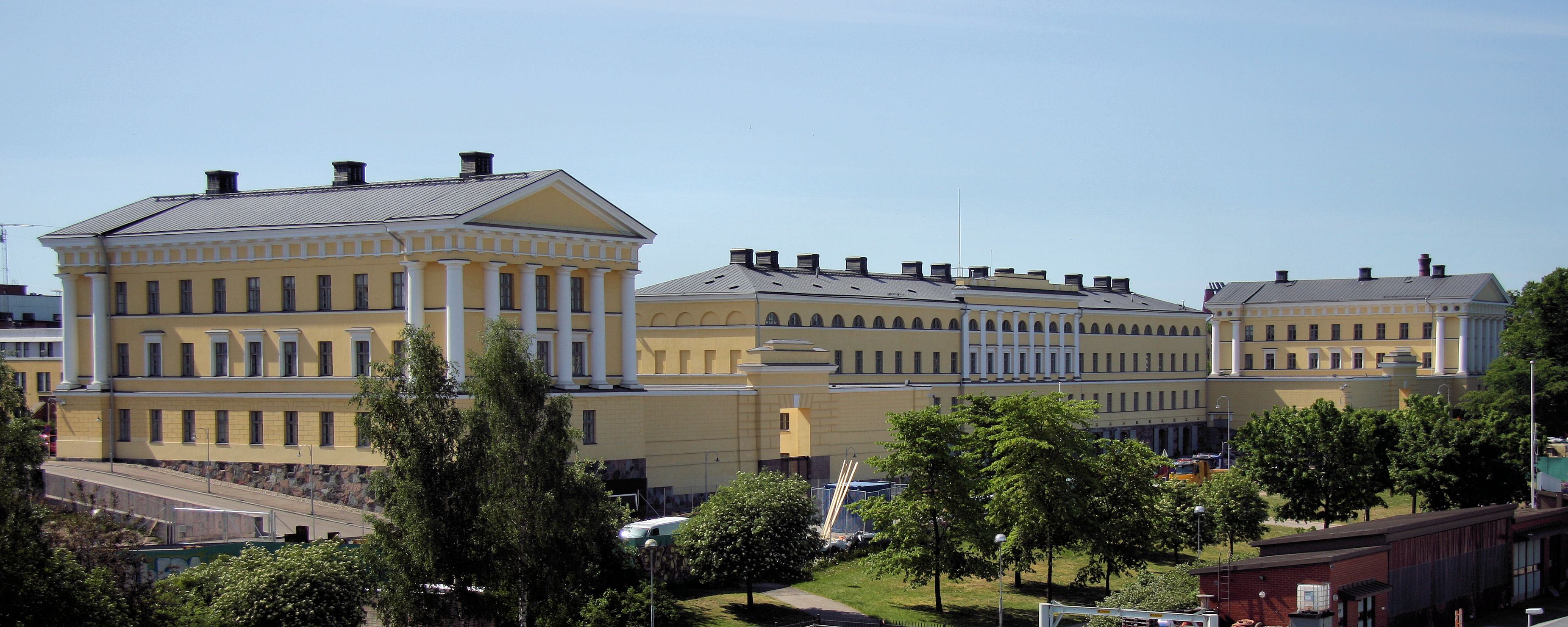
フィンランド外務省の建物

外務省（フィンランド語: Ulkoasiainministeriö、スウェーデン語: Utrikesministeriet）は、フィンランド政府の一部門。外交を担当している。
現在の外務大臣は、2023年6月に就任した国民連合党のエリナ・ヴァルトネン。これに加えて、外国貿易・開発大臣としてフィン人党のヴィッレ・タヴィオがいる。